# اندیس گرانیت گشت
گرانیت گشت یک اندیس مصالح ساختمانی است که در حوالی شهر سراوان استان سیستان و بلوچستان قرار دارد و مادهٔ معدنی موجود در آن، گرانیت است.سنگ میزبان این اندیس گرانیت است و دیرینگی آن به دوران کرتاسه بالایی می‌رسد. 